# Gaia Masetti
Gaia Masetti, née le 26 octobre 2001 à Sassuolo, est une coureuse cycliste italienne.

## Biographie
Chez les juniors (17/18 ans), Gaia Masetti est occasionnellement sélectionnée avec l'équipe nationale pour participer aux manches de la Coupe des Nations Juniors, son meilleur résultat étant une deuxième place au Piccolo Trofeo Alfredo Binda en 2019. 
Pour la saison 2020, elle devient membre de l'équipe Top Girls Fassa Bortolo. Au cours de ses deux années au sein de la structure, elle n'obtient aucun résultat significatif. Pour la saison 2022, elle rejoint l'équipe AG Insurance-NXTG. Lors de sa première saison dans la formation, elle termine troisième de Dwars door de Westhoek et est montée pour la première fois sur le podium d'une course internationale. Elle remporte sa première victoire la saison suivante lors de La Classique Morbihan 2023. Aux championnats d'Europe, elle rate de peu une médaille en terminant quatrième de la course en ligne espoirs. Un an plus tard, elle devient championne d'Europe du relais mixte avec l'équipe italienne.

## Palmarès sur route

### Par année
- 2019
  - 2e du Piccolo Trofeo Alfredo Binda
- 2022
  - 3e de Dwars door de Westhoek
- 2023
  - La Classique Morbihan
  - 4e du championnat d'Europe sur route espoirs
  - 10e du championnat d'Europe du contre-la-montre espoirs
- 2024
  -  Championne d'Europe du relais mixte contre-la-montre

### Résultats sur les grands tours

#### Tour d'Italie
2 participations :
- 2023 : 45e
- 2025 : 80e

#### Tour de France
1 participation :
- 2022 : abandon (7e étape)

### Classements mondiaux
| Année                                 | 2022 | 2023 | 2024 |
| ------------------------------------- | ---- | ---- | ---- |
| Classement UCI                        | 276e | 156e | 693e |
| UCI World Tour                        | 229e | nc   | nc   |
|                                       |      |      |      |
| Légende : nc = non classéSource : UCI |      |      |      |